# Moukaram Océni
Moukaram Océni, né en 1967 et mort le 10 décembre 2022 à Cotonou au Bénin, est un homme politique béninois, membre du Parti du renouveau démocratique (PRD) et maire de Porto-Novo de 2008 à 2015.

## Biographie
Moukaram Océni, alors maire de Porte-Novo, se brouille, en 2013, avec son conseil municipal sur la question de la construction de l’hôtel de ville, l'aménagement la berge lagunaire et les bus de transport scolaire. Ce conflit lui vaut d'être sanctionné par son parti qui lui interdit de participer aux décisions du PRD. La tension avec le PRD tient aussi à la volonté d'Océni de briguer un second mandant contrairement à la règle d'alternance souhaitée par son parti. En 2015, après sa défaite aux élections, il devient directeur de cabinet du ministère de la décentralisation. Il est père de quatre enfants dont des jumeaux.
Il meurt d'une crise cardiaque au CNHU Hubert Koutoukou Maga de Cotonou le 10 décembre 2022 à 55 ans. Il est enterré le jour même au cimetière de Porto-Novo.